# Hrastje (gmina Šentjur)
Hrastje – wieś w Słowenii, w gminie Šentjur. W 2018 roku liczyła 129 mieszkańców.